# S/2004 S 7
S/2004 S 7 er den midlertidige betegnelse for en af planeten Saturns måner. Den blev opdaget den 4. maj 2005 ved hjælp af observationer som et hold astronomer fra Hawaiis Universitet under ledelse af Scott S. Sheppard havde foretaget i tiden fra 12. december 2004 til 8. marts året efter.
S/2004 S 7 har retrograd omløb, hvilket populært sagt betyder at den kredser "den gale vej" rundt om Saturn.
| Naturvidenskab | Spire Denne naturvidenskabsartikel er en spire som bør udbygges. Du er velkommen til at hjælpe Wikipedia ved at udvide den. |